# Maratecoara
Maratecoara – rodzaj ryb karpieńcokształtnych z rodziny strumieniakowatych (Rivulidae).

## Klasyfikacja
Gatunki zaliczane do tego rodzaju:
- Maratecoara formosa
- Maratecoara lacortei
- Maratecoara splendida